# حور طويل الأوراق
حور طويل الأوراق (الاسم العلمي:Populus longifolia) هي نوع نباتي يتبع جنس الحور من الفصيلة الصفصافية.  